# Жылысу (Сарыагашский район)
Жылысу (каз. Жылысу, до 2008 г. — Кызылказахстан) — село в Сарыагашском районе Туркестанской области Казахстана. Входит в состав Куркелесского сельного округа. Код КАТО — 515465680.

## Население
В 1999 году население села составляло 405 человек (222 мужчины и 183 женщины). По данным переписи 2009 года, в селе проживало 514 человек (274 мужчины и 240 женщин).